# Aprendizagem digital
Com o avançar das mudanças tecnológicas, torna-se essencial pensar em novos métodos de aprendizagens. A utilização da internet está cada dia mais presente na vida de todo mundo, de acordo com o IBGE no Brasil 67 de 100 habitantes possuem acesso à internet. Em função disso, cabe aos profissionais da educação se manter-se atualizado sobre as novas tecnologias e metodologias de ensino e desenvolver práticas pedagógicas eficientes . São utilizadas novas tecnologias na aprendizagem, assim como a educação à distância vem crescendo no brasil com auxilio das plataformas online.

## Aspectos Gerais
É comum ouvir dizer que vivemos na era digital. Tecnologias digitais como computadores, celulares e tablets se disseminaram em nossa sociedade e cada vez mais fazem parte da nossa vida cotidiana. Segundo o filósofo Pierre Lévy, as tecnologias são produtos da sociedade e da cultura. Claro que a tecnologia digital participa intrinsecamente da nossa vida, estando presente de forma acentuada no cotidiano de boa parte das pessoas nos mais diversos ambientes, seja em casa, no trabalho ou na escola. Quando atua positivamente, a tecnologia proporciona conforto e conveniência, além de permitir novas formas de expressão e comunicação.
Nem apenas mecânica, nem somente instintiva; a aprendizagem é fruto da interação do ser humano consigo mesmo, e com os outros seres humanos semelhantes. De fato, essa construção do ser humano, edifica-se, institui-se durante toda a existência, desde cedo na infância. Pedro Demo, destaca o papel maiêutico do professor “A aprendizagem supõe pelo menos dois componentes interligados: o primeiro, é o esforço reconstrutivo pessoal do aluno; o segundo, é uma ambiência humana favorável.” A educação encontra na prática intencional a sua justificativa enquanto mediação para formação social e cultural e neste sentido a educação só encontra sentido se tomar a cidadania como medida de avaliação própria, considerando que cidadania é a medida da qualidade de vida.
Observando que as crianças e adolescentes passam a maior parte do tempo conectados e utilizando tecnologias. Especificamente dos computadores, tablets, smartphones e da Internet como meio de interagirem com seus pares, bem como procuram estabelecer relações sobre a realidade, pesquisar sobre temas que lhe interessam, torna-se necessário que a Educação busque valer-se das novas mídias como aliadas para aproximar os alunos da escola. As escolas são responsáveis por transmitir uma grande parte de conhecimento para as crianças, mas é necessário estímulo e a presença dos responsáveis.
Um exemplo das vantagens da tecnologia na educação humana é a Educação à distância. Há pessoas que passam 8 horas no trabalho e quer fazer faculdade normalmente vai recorrer a um método de ensino mais moderno, onde consiga conciliar trabalho e estudo, por isso o ensino EAD (Educação a distância) vem crescendo tanto.
O fato de ser possível acessar centenas de vídeos no Youtube, milhares de artigos no Wikipedia e infinitas informações no Google, por exemplo, faz com que uma pessoa tenha acesso rápido a vários métodos de aprendizagem. Apesar disso, será que podemos confiar nesses novos métodos, será que todo conteúdo encontrado na internet está correto? Como separar os bons conteúdo dos ruins? São esses tipos de perguntas que vários estudos tentam responder.
Negativamente, a tecnologia pode ampliar procrastinação e distração. Jovens estudantes enfrentam a procrastinação devido à falta de gerenciamento de tempo ou técnicas de estudo, ou porque se sentem sobrepujados com seus trabalhos. É mais simples e prazeroso gastar o tempo utilizando a internet com rede sociais do que com aprendizagem .  Em que pesem os problemas, no final das contas, a tecnologia traz mais benefícios do que malefícios. Ela possibilita o conhecimento para pessoas mais velhas, vem aproximando diferentes culturas e meios de ensinos.

## Tecnologias Digitais na sala de aula
Pensar o uso da tecnologia na escola vai além de instalar laboratórios de informática, computadores e projetores ou lousas digitais nas salas de aula, pois, dependendo do uso dado a essas ferramentas, elas apenas replicam “velhas” maneiras de ensinar (educação tradicional) . As tecnologias na sala de aula devem permitir uma evolução nas ferramentas de ensino e sobretudo, uma revolução no processo de ensino-aprendizagem. Devem poder agregar o conteúdo visto na sala de aula com conteúdo na internet, possibilitando o real domínio do assunto e mostrando como se estuda.
A escola deve ser, ainda, um espaço de acesso às novas formas de conhecimento que a tecnologia prefigura, promovendo acesso e instrução a ferramentas que ainda não fazem parte do universo dos alunos, principalmente das classes sociais menos favorecidas, promovendo a verdadeira inclusão digital, trazendo esses alunos para a sociedade do conhecimento. De acordo Giroux, as escolas são lugares públicos onde os estudantes aprendem o conhecimento e a habilidades para viver em uma democracia autêntica.
Em pernambuco, um tablet com um vasto conteúdo pedagógico, que inclui jogos matemáticos, mapas em 3D, aplicativos de ortografia, planetário virtual, simulador físico, entre outros. Este é o modelo de equipamento que começou a ser entregue pela Prefeitura do Recife aos alunos da rede municipal e estadual de ensino.
Na compra de 588 mesas interativas (Mesa Educacional Alfabeto e Mesa Educacional Mundo das Descobertas), instaladas em 162 escolas e creches, a Prefeitura investiu R$ 24,5 milhões. Cada mesa comporta seis crianças por vez. Atualmente, 33 mil alunos utilizam este equipamento. As duas mesas têm recursos de realidade aumentada, ou seja, permitem a interação de objetivos reais com ambientes virtuais em 3D. Além do programa Robótica na Escola, onde o aluno vivencia na prática através da construção de maquetes e robôs controlados por computador, conceitos estudados em sala de aula.

## Educação à Distância na Era Digital
O desenvolvimento da educação a distância (EaD) ocorreu paulatinamente e perpassou a revolução noética no século XXI, a qual está associada à produção de informação, às transformações na sociedade advindas da expansão e evolução das tecnologias. e, como consequência, às novas possibilidades de acesso, desenvolvimento, criação e disseminação do conhecimento. Os pressupostos da revolução noética resultam na renovação das maneiras de ensinar e aprender com base no uso de novas tecnologias educacionais como potencial transformador. Trata-se de uma transição que permite situar a EaD como proposta de ensino online.
Os impactos da Era Digital marca significativamente o processo de ensino na EaD, com seus diferentes reflexos de transformações para a aprendizagem online. Nesse contexto, os pressupostos do “novo paradigma” solicitam um planejamento adequado aos novos formatos de aprendizagem, modificando as estruturas do processo de ensino, apresentando novas possibilidades de ensinar e aprender e exigindo um novo perfil docente ou uma nova concepção de professor – colaborador, facilitador e mediador do conhecimento.
Um em cada cinco estudantes matriculados no ensino superior estuda a distância, de acordo com o Censo da Educação Superior divulgado pelo Instituto Nacional de Estudos e Pesquisas Educacionais Anísio Teixeira (Inep).  Segundo os dados do censo, as matrículas em EaD cresceram 17,6% de 2016 para 2017. Os estudantes de educação a distância (EaD) chegaram a quase 1,8 milhão em 2017 – o equivalente a 21,2% do total de matrículas em todo o ensino superior. O número de cursos no país também aumentou, de 2016 para 2017, passou de 1.662 para 2.108, o que representa aumento de 26,8% – maior crescimento desde 2009, quando o país passou dos 647 cursos registrados até 2008 para 844 cursos .
Na educação a distância, a utilização do Ambiente Virtual de Aprendizagem (AVA) – link para página AVA do wiki- possibilita a criação de espaços educacionais promissores por usar tecnologias interativas. Desse modo, a proposta do ensino a distância visa a atender às mudanças ocorridas na sociedade do conhecimento e a superar o ensino convencional e ajudar aqueles que não tem tempo .

## Novos perfis para a educação na Era Digital
As perspectivas do “novo paradigma” lançam discussões em torno dos diferentes atores que compõem a sociedade conectada: os nativos digitais e os imigrantes digitais, os quais devem ser pensados no contexto do ciberespaço e da cibercultura e de seus reflexos no campo da educação .
As crianças nascidas a partir de 2010, em um contexto global de avanço das novas tecnologias. Essa geração tem a necessidade de independência e busca por informações e conhecimento na rede mundial de computadores conectados à internet. Essa geração é caracterizada pelo aprimoramento das capacidades cognitivas em face das suas relações com as novas tecnologias .

## Plataformas
As novas tecnologias trazem importantes reflexos para a educação e para a prática pedagógica. Assim, torna-se urgente pensar em novos modelos de ensino, mediados pelas tecnologias educacionais, que atendam às necessidades e expectativas dos novos perfis discentes. É nessa seara que se precisa pensar as propostas de formação acadêmica na modalidade EaD, na utilização das novas tecnologias como suporte ao ensino-aprendizagem, em que se destaque o papel do professor enquanto importante mediador e o aluno como sujeito central desse processo.
Existem várias plataformas gratuitas ou com preços acessíveis onde é possível aprender e se especializar, alguns exemplos são:
- Udemy é uma plataforma com cursos de todos as áreas, encontram-se cursos gratuitos e  pagos. É possível fazer download dos vídeos para assistir onde quiser.
- FGV – Fundação Getúlio Vargas é uma premiada instituição de ensino, membro do OEC – Open Education Consortium, um consórcio de instituições de ensino de diversos países que trabalham na oferta de conteúdos e materiais didáticos online e sem custo.
- Escola Virtual é um portal educacional da Fundação Bradesco e, desde 2001, atua na oferta de cursos online gratuitos em diferentes áreas, como: Administração, Informática, Desenvolvimento Pessoal e Profissional e outras. A instituição disponibiliza um ambiente virtual completo e dinâmico, que respeita a individualidade de cada aluno.
- SENAI (Serviço Nacional de Aprendizagem Industrial) e o SESI (Serviço Social da Indústria) são reconhecidos nacionalmente como Excelência em Educação Profissional e Serviços Técnicos e Tecnológicos. Ofertam cursos online com duração de 10 a 32 horas e certificado após a conclusão do curso, para quem desejam aperfeiçoar-se para o mercado de trabalho.
- Coursera é uma plataforma de cursos online desenvolvida pelas universidades norte-americanas de Stanford, Princeton, Michigan e Pennsylvania. É parceiro de diversas instituições brasileiras, como a USP e a Unicamp, que produzem cursos de qualidade e gratuitos, em áreas como: Artes e Humanas, Ciência de Dados, Línguas, Desenvolvimento Pessoal e diversas outras.
- E-Unicamp é uma plataforma desenvolvida pela Universidade Estadual de Campinas – Unicamp, com o propósito de impulsionar o uso de tecnologias educacionais e disseminar o conhecimento gerado pela instituição, por meio da disponibilização gratuita de vídeos, animações e imagens. O acesso ao conteúdo é totalmente sem custo e livre, onde não há necessidade de inscrição e outras formalidades, mas é preciso estar atento e de acordo com as condições previstas nos Termos de Uso.
- E-Aulas USP é uma plataforma desenvolvida pela Universidade de São Paulo – USP, que dá acesso a conteúdo educacionais produzidos ou apoiados pela instituição, com o objetivo de ampliar e disseminar o conhecimento. Disponibiliza áudios, vídeos, textos e apresentações ligados a disciplinas de diferentes cursos da Universidade.
- Apollo é a plataforma EAD do Henrique Carvalho. A ferramenta dá controle total ao produtor de conteúdo, permitindo uma experiência única aos seus alunos.
- Hotmart possui uma interface intuitiva, customizável e totalmente responsiva.